# María Lacrampe
María Lacrampe Iglesias (Madrid, 17 de setembre de 1909 - ibídem, 7 de juliol de 1994) va ser una infermera socialista espanyola.

## Trajectòria
Va néixer a Madrid, sent el seu pare d'origen francès, per la qual cosa tenia la doble nacionalitat espanyola i francesa. Va treballar com a empleada en el Servei Internacional de la Companyia Telefònica Nacional d'Espanya a Madrid. Es va afiliar a la Unió General de Treballadors (UGT) el 1932 i a l'Agrupació Socialista de Madrid a l'octubre de 1934.
Va col·laborar al costat de María Rodrigo, Pura Maortua i Concepción del Pilar Monge en l'Associació Femenina d'Educació Cívica, creada per María Lejárraga. El 1934, després de la revolució d'octubre de 1934, va participar al costat de Lejárraga en el Comitè Pro-Presos, la fi del qual era l'assistència als empresonats per la repressió.

### En la guerra civil
En produir-se el cop d'estat de juliol de 1936 es trobava de baixa a la feina per malaltia. Va anar a treballar com a infermera al Reformatori de Menors de Sant Fernando de Henares. Al setembre de 1936 va ser destinada a l'hospital de sang situat a l'Institut Oftalmològic de Madrid situat a la Ciutat Universitària. Al gener de 1937 va sol·licitar el reingrés aTelefónica, on va romandre fins a finals d'aquest any, que va passar a treballar com a mecanògrafa del Servei d'Informació Militar (SIM) en el Negociat d'Armament i Aviació.
Al novembre de 1937 va ser responsable, com a secretària de l'agrupació Socialista de Madrid, del trasllat a Bèlgica d'un grup de nens espanyols, que van quedar allotjats en una residència de les colònies infantils del Partit Obrer Belga. En acabar la missió, va tornar a Madrid a través de Barcelona i València.

### Presó i clandestinitat
Va ser detinguda al març de 1939 a Alacant, després d'haver-se negat a embarcar a València en un vaixell noliejat pel consolat francès, ja que no hi van admetre els seus acompanyants espanyols. Després d'estar internada al Cinema Central i en un convent d'Alacant, va ser traslladada a Madrid i reclosa a la presó de Ventas, on va estar en règim d'incomunicació durant el seu primer mes d'estada a la presó, des del 3 de juny al 14 de juliol de 1939.
Va acompanyar les Tretze Roses en capella la nit anterior al seu afusellament, el 5 d'agost de 1939, al costat de la comunista Juana Corzo, les germanes de Joaquina López Laffite i la directora de la presó, Carmen Castro.
En consell de guerra celebrat el 10 d'abril de 1940 va ser condemnada a 20 anys de reclusió, que va complir a les presons de Ventas, la Maternal de San Isidro a Madrid, Àvila i Alcalá de Henares fins al 30 de maig de 1943, any en què va sortir en llibertat vigilada amb pena de desterrament a Manresa, que mai va complir. A Ventas va exercir d'infermera intentant pal·liar les duríssimes condicions en què vivien les recluses i que feia que la mortalitat infantil fos molt elevada. Al costat de María Teresa Toral va posar en marxa la Infermeria de Nens i la Presó de Mares Lactants.
En recobrar la llibertat, es va incorporar a l'activitat clandestina de les organitzacions socialistes a Madrid formant part del Grup Femení de l'Agrupació Socialista al costat de Carmen Cueli i Julia Vigre entre d'altres. Va ser detinguda l'11 d'abril de 1945 en la batuda que va desarticular la Primera Comissió del PSOE a l'interior, i va sortir en llibertat dos mesos després sense ser processada.
La seva amistat amb Lejárraga es va mantenir fins a la mort d'aquesta, i les seves cartes serveixen com a font biogràfica de l'escriptora. Durant l'etapa de Lacrampe a la presó, per a salvar la censura, Lejárraga iniciava les seves cartes amb l'apel·latiu de «fillola».
Restablerta la democràcia, va formar part de l'Agrupació Socialista de Chamberí. Va morir a Madrid el 7 de juliol de 1994.